# Йебоа, Эммануэл
Эммануэл Кваку Йебоа (англ. Emmanuel Kwaku Yeboah; род. 25 февраля 2003, Суньяни) — ганский футболист, нападающий шведского «Хальмстада».

## Клубная карьера
На юношеском уровне выступал за ганские «Нью Вижн Академи», «Дуаяу Нкванта» и «Янг Апостлс». В составе последних начал взрослую карьеру в 2021 году во втором дивизионе Ганы. В марте 2022 году перешёл в румынский «ЧФР», где присоединился ко второй команде. 16 июля того же года дебютировал за основной состав в чемпионате Румынии в игре с «Рапидом», появившись на поле в середине второго тайма. В январе был близок к переходу в пражскую «Славию», но по результатам медицинского обследования трансфер не состоялся.
19 августа 2023 года присоединился к датскому «Брондбю», с которым подписал контакт на четыре года. В сентябре 2024 на правах аренды отправился в «Вайле». За время аренды принял участие в 13 матчах, после чего вернулся в «Брондбю».
17 июля 2025 года перешёл в шведский «Хальмстад» на правах аренды до лета 2026 года.

## Карьера в сборной
В июне 2023 года в составе сборной Ганы до 23 лет принимал участие в молодёжном Кубке африканский наций. На турнире принял участие в трёх встречах группового этапа, в которых забил три мяча: два в игре с Конго и ещё один в игре с Гвинеей. По результатам турнира Гана заняла третье место в группе и дальше не прошла, а Йебоа стал лучшим бомбардиром.